# Praça do Lido
Lido é uma praça entre os bairros do Leme e Copacabana, na Zona Sul da Cidade do Rio de Janeiro. Por ser a interseção desses dois bairros, é tratada por muitos como um bairro ou sub-bairro. Atualmente, cogita-se a construção de um estacionamento subterrâneo sob a praça.